# Jäla kyrka
Jäla kyrka är en kyrkobyggnad som sedan 2006 tillhör Floby församling (2002-2006 Grolanda-Jäla församling och före 2002 Jäla församling) i Skara stift i Västergötland. Den ligger i sydvästra delen av Falköpings kommun.

## Kyrkobyggnaden
Det första delarna av kyrkan byggdes under missionstiden på 1100-talet och var då en romansk kyrka med rakavslutat kor. Den nuvarande kyrkan byggdes 1787 på samma grund. Kvar av den ursprungliga byggnaden är endast långhusets murar och dörren till sakristian. Det tresidiga koret byggdes 1787 och sakristian tillkom 1791. Tornet, som byggdes 1824, ersatte ett äldre som möjligen byggts redan på medeltiden. Kyrkan genomgick en större renovering 1926 under ledning av Ragnar Hjorth där korväggens fönster murades igen när en altaruppsats i nyklassisk stil installerades.

## Inventarier
- Altartavlan från 1926 har motiv föreställande Jesus och den är målad av Stockholmskonstnären Edward Berggren.
- Altarets krucifix från Oberammergau tillkom 1963.
- Tre av ljuskronorna är från 1700-talet.
- Predikstol och bröstläktare är från 1800-talet.
- Dopfunten från 1100-talet är tillverkad av sandsten av en mästare som brukar kallas "Jälamästaren", med åtta arkadfält på cuppan. Dopfunten är kyrkans äldsta föremål och kommer sannolikt från den medeltida kyrkan, och fatet är från 1925. Över dopfunten svävar en duva tillverkad av konstnären Eva Spångberg.
- En orgel med sju stämmor, byggd av Smedmans Orgelbyggeri tillkom 1985.
- Berömt är "Jälaskrinet", ett relikskrin av kyrkobyggnadstyp från 1100-talets slut. Det består av vackert bearbetade förgyllda kopparplåtar stående på lejontassar gjutna i brons. Av skrinets inskrifter framgår att det bland annat ska ha innehållit reliker från Johannes döparen och Sankta Ursula. Föremålet finns nu på Västergötlands museum.[2]

### Klockor
Kyrkan hade tidigare två medeltida klockor.
- Storklockan omgöts 1917. Den var gjuten 1545 och hade skriftband med gotisk skrift som på modern svenska kan uttydas: Herrens år 1545 [göts jag]. Jesus Kristus är vår hälsa, som oss månde frälsa. Kung Gustav. [Biskop] Sven. De två versraderna efter årtalet är begynnelsen av psalmen Jesus Kristus är vår hälsa.
- Lillklockan är av senmedeltida typ utan inskrifter. Den förvaras sedan 1917 på Statens historiska museum.

### Orgel
På läktaren i väster finns en orgel tillverkad 1985 av Smedmans Orgelbyggeri varvid man framställde en i det närmaste exakt kopia av den gamla fasad som finns i tornrummet bakom orgelläktaren. Fasaden är ljudande och verket har sju stämmor fördelade på manual och pedal. De två tidigare orglarna var byggda 1893 respektive 1924.

## Bilder

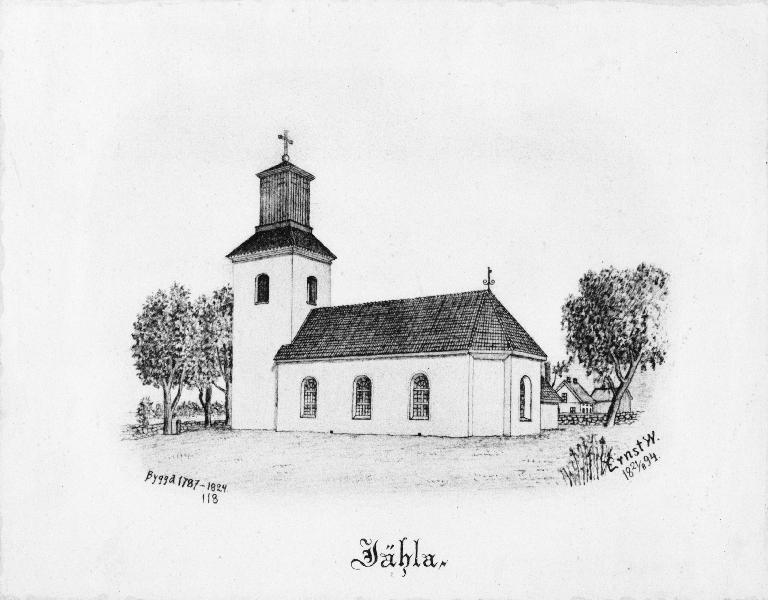
Kyrkan på teckning från 1894.
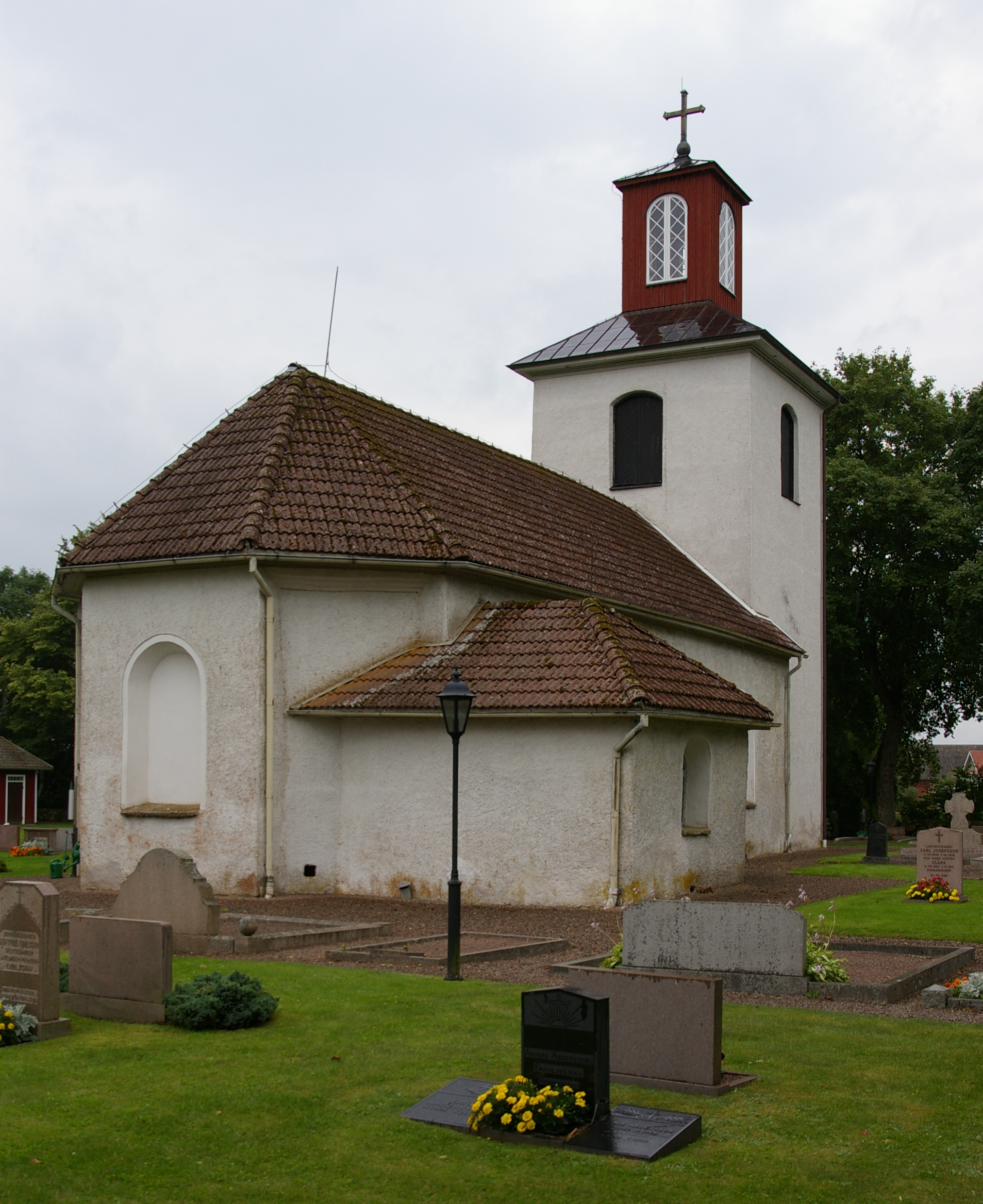
Exteriör
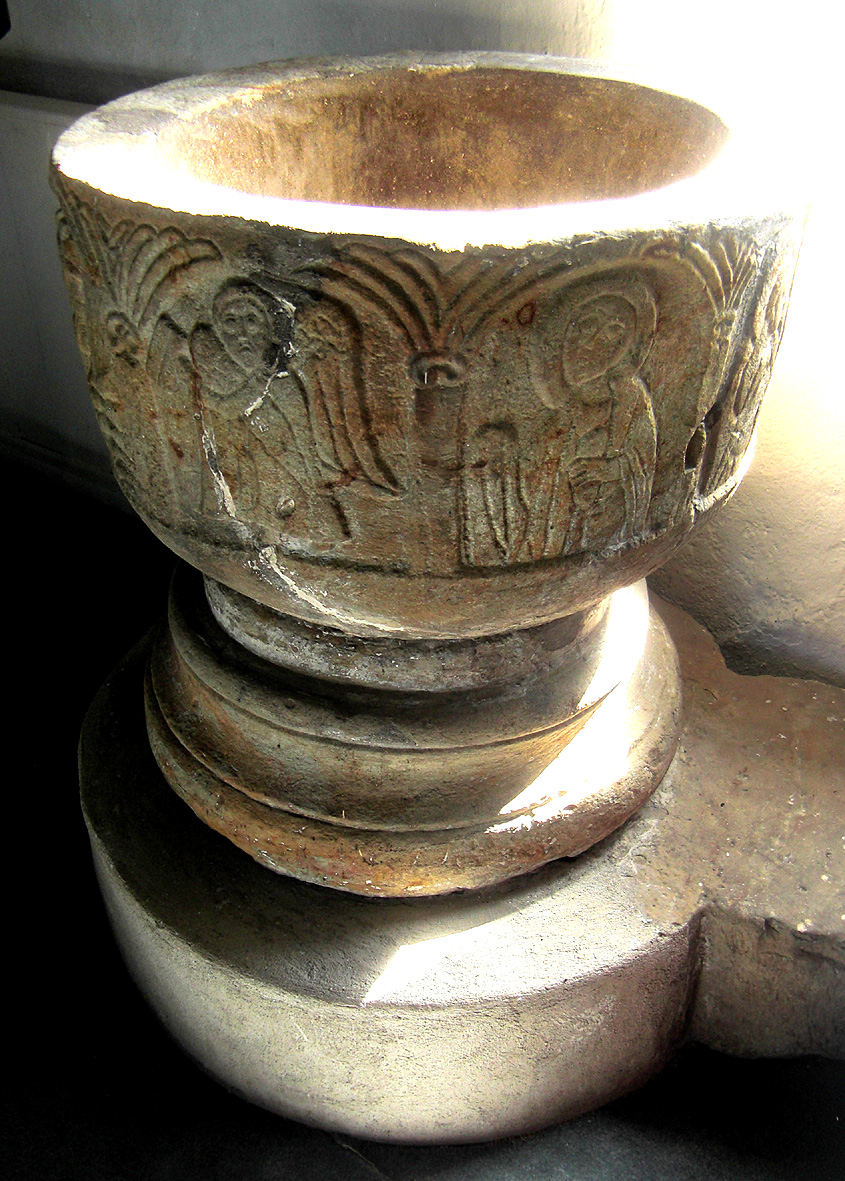
Den medeltida dopfunten.
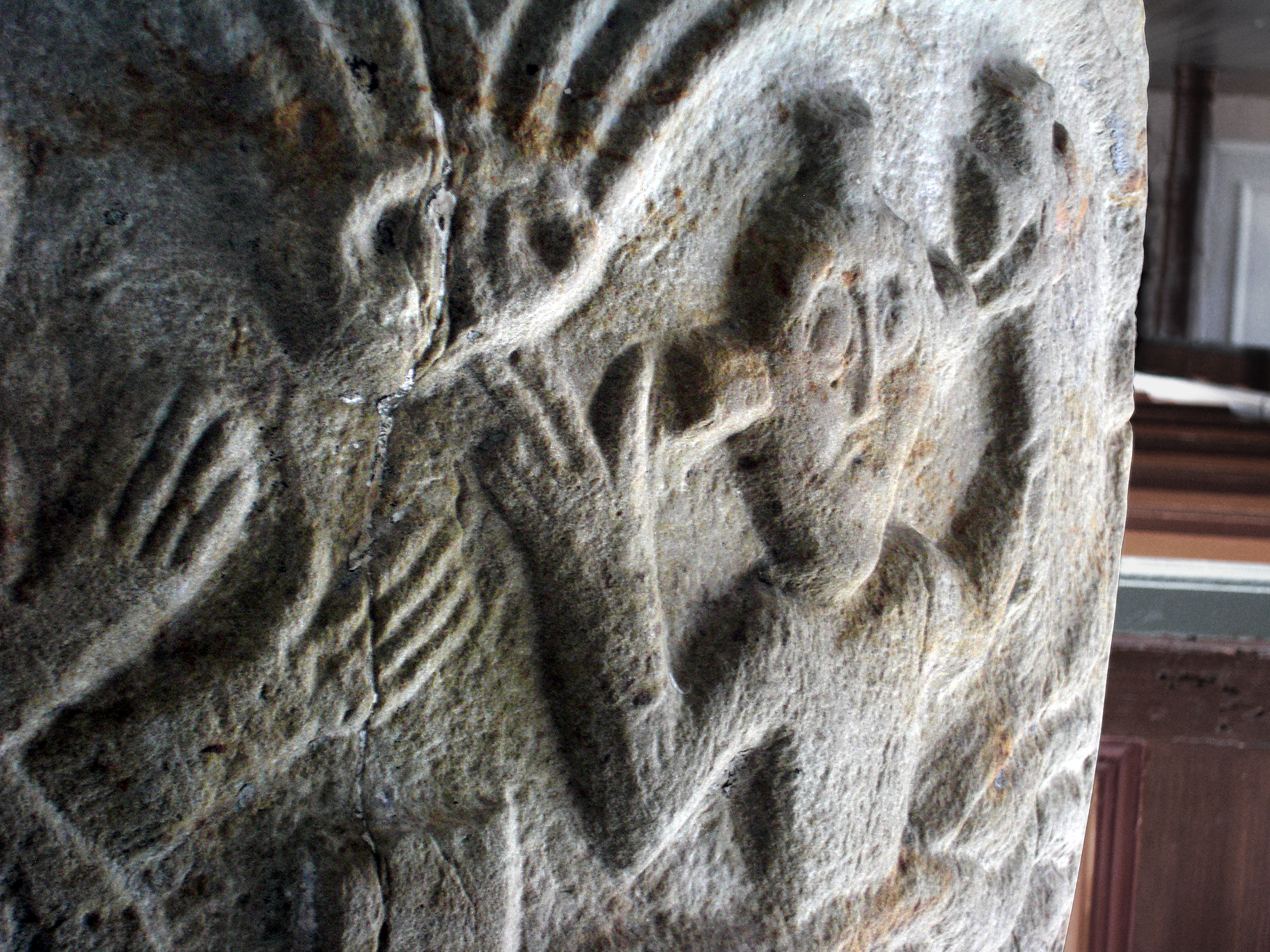
Detalj av dopfunten.
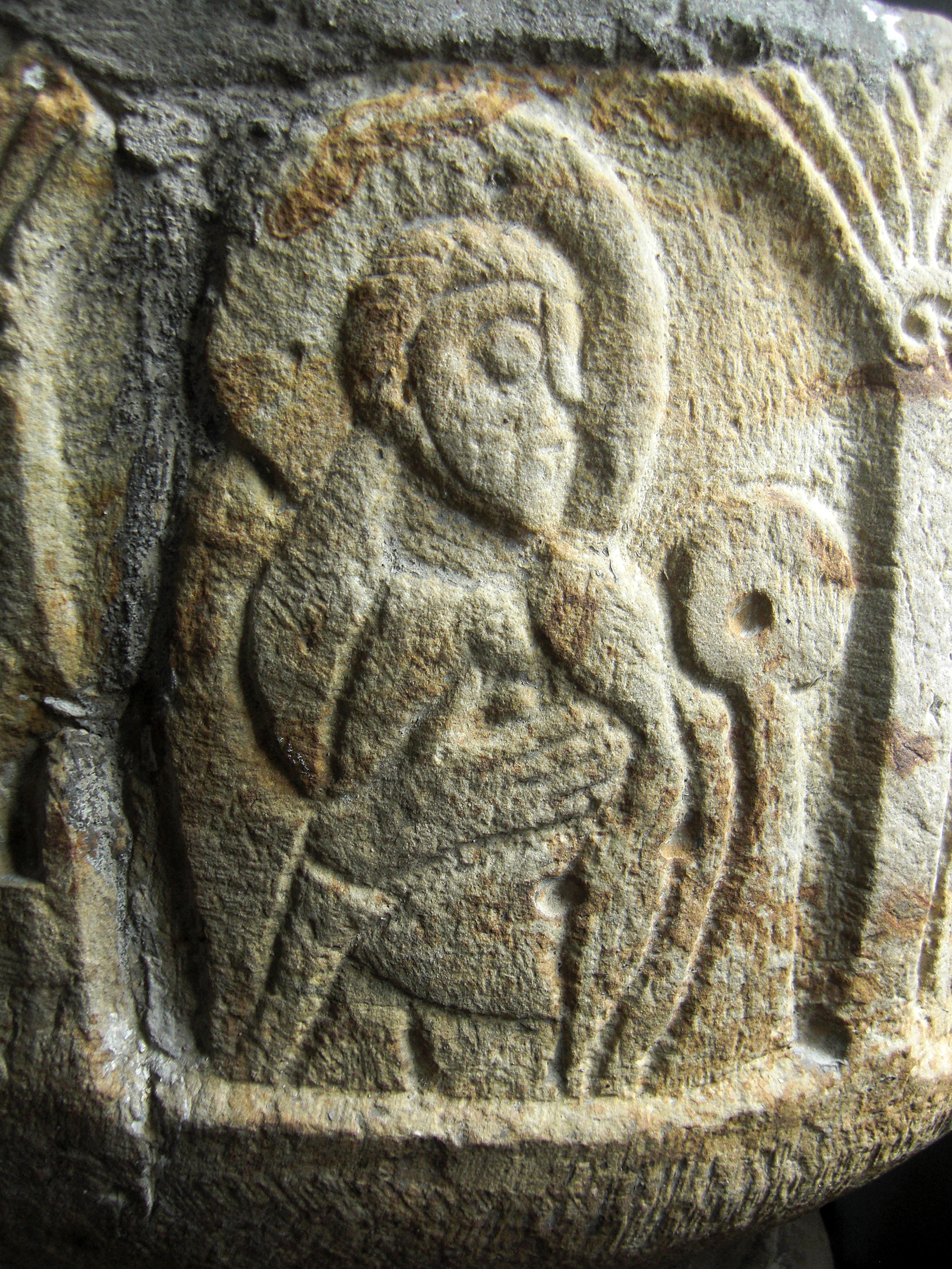
Detalj av dopfunten.
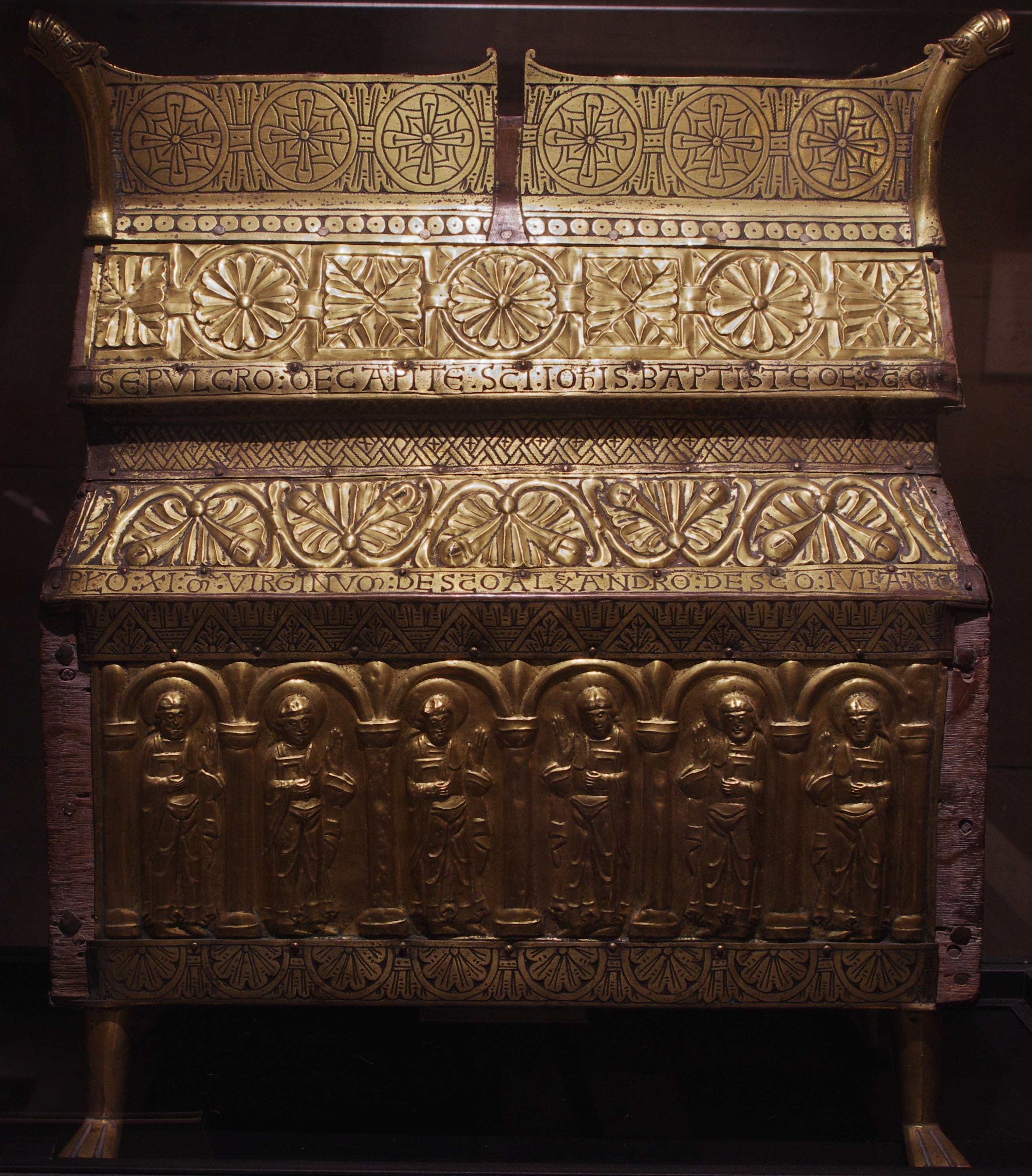
Relikskrinet.
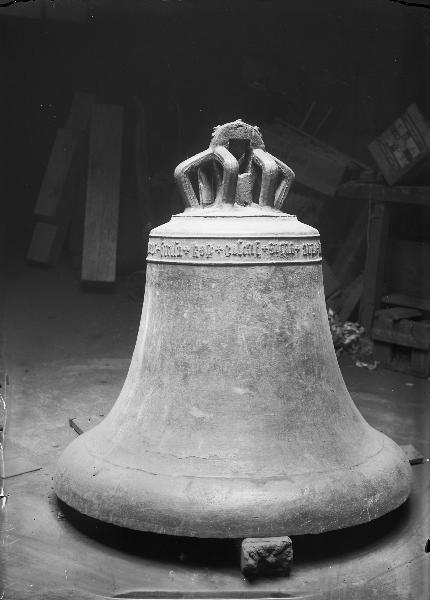
Storklockan före omgjutningen.